# 호헌동지회
호헌동지회(護憲同志會)는 제1공화국 시기 1954년 11월 30일 당시 대통령 이승만의 종신집권을 노리고 위헌적으로 강행한 사사오입 개헌을 반대하기 위해 결집된 범야당 연합을 말한다. 주로 민국당, 자유당 탈퇴파, 무소속 동지회 등 60명의 정치인들이 결집했다. 약칭은 호동, 호동회이다.

## 개요
1954년 사사오입 개헌 파동 계기로 대여투쟁을 전개하기 위해 민국당과 무소속동지회 및 순무소속의원 등 60여 명이 야당계 단일원내 교섭단체를 구성했다. 이때 김성수를 중심으로 신익희, 조병옥, 장면, 곽상훈, 박순천, 윤보선, 유진산, 장택상, 정일형, 조봉암, 장건상, 박기출, 서상일, 오위영, 오중정 등의 인사들에 의해 주도되었다. 그해 11월 30일 서울 종로에서 정식으로 출범하였다.
한편 자유당의 탈당파인 이범석, 장면, 장택상, 서상일, 오위영, 오중정 등도 호헌동지회에 참여하였다. 이때 이범석은 이기붕 등과의 경쟁에서 밀려났음에도 불구하고 사사오입 개헌의 주동자라 하여 받아들여지지 않았다. 허정은 한때 모시던 상사를 배신할 수 없다는 이유로 호헌동지회 참여에 다소 애매한 태도를 취하며 소극적이었다.
호헌동지회는 대여투쟁을 활발히 벌이는 한편, 여당인 자유당을 분열, 와해시키기 위한 이면공작을 전개하여 자유당의 당내 부패, 비리에 염증을 느낀 청년 의원들의 영입을 공작, 김영삼, 민관식 등 자유당 소장파의원들의 집단 탈당을 유도하는데 성공했다. 그 후 계속된 정치적탄압 속에서 새로운 통합야당의 창당을 모색한 끝에 1955년 초 "신당조직촉진위원회"를 구성했다. 그 해 9월 18일, 민주당이 출범함으로써 호헌동지회는 발전적으로 해체되었다.

## 기타
호헌동지회는 신당 창당을 기획하면서 조봉암의 영입을 놓고 갈등을 벌였다. 이때 장택상과 서상일, 김성수는 적극 찬성했고, 신익희는 애매한 태도를 보였으며, 김도연, 윤보선, 조병옥, 장면, 김준연 등은 적극적으로 반대했다. 특히 조병옥은 조봉암의 사상이 의심스럽다는 이유로 강력 반대했다. 결국 모임의 주동자인 신익희는 결정하지 못했고 영향력이 강했던 김성수가 병으로 사망하면서 조봉암을 지지하던 목소리는 소수가 되어 결국 조봉암의 민주당 참여는 실패하고 말았다.

## 참고 서적
- 서중석 (2005년 4월 8일). 《사진과 그림으로 보는 한국 현대사》. 서울: 웅진. ISBN 9788901049595.
- 한국사사전편찬회 편 (2005년 9월 10일). 《한국근현대사사전: 1860∼1990》. 서울: 가람기획. ISBN 9788984351936.

## 같이 보기
| - 제1공화국 - 민국당 - 한민당 - 민주당 - 김성수 - 신익희 - 조병옥 - 장택상 - 윤보선 - 박기출 - 곽상훈 - 허정 | - 사사오입 개헌 - 발췌 개헌 - 김영삼 - 서상일 - 신익희 - 장면 - 장준하 - 조봉암 - 이승만 |